# Stała Rydberga
Stała Rydberga (oznaczana przez {\displaystyle R}) – stała fizyczna, występująca we wzorze Rydberga i innych wzorach opisujących promieniowanie elektromagnetyczne atomów (serie widmowe atomów) wynikające z poziomów energetycznych.
Wartość liczbową występującą we wzorze Balmera wyznaczył na podstawie danych spektroskopowych J.R. Rydberg w 1889, a N.H. Bohr w 1913 określił wzór wiążący ją z wartościami ogólniejszych stałych na podstawie własnej teorii zwanej obecnie modelem atomu Bohra.

## Warianty
Stała Rydberga w układzie SI dla nieruchomego jądra o nieskończonej masie jest równa:
{\displaystyle R_{\infty }={\frac {m_{\mathrm {e} }e^{4}}{(4\pi \epsilon _{0})^{2}\hbar ^{3}4\pi c}}={\frac {m_{\mathrm {e} }e^{4}}{8\epsilon _{0}^{2}h^{3}c}}=10\,973\,731{,}568\,157(12)\,\mathrm {m} ^{-1},}
gdzie:
{\displaystyle m_{e}} – masa spoczynkowa elektronu,
{\displaystyle e} – ładunek elektronu,
{\displaystyle c} – prędkość światła w próżni,
{\displaystyle \hbar } – zredukowana stała Plancka,
{\displaystyle \varepsilon _{0}} – przenikalność elektryczna próżni.
Dla skończonych mas jądra stała Rydberga (dla danego nuklidu o masie jądra {\displaystyle M}) równa jest {\displaystyle RD=R_{\infty }\left(1+{\frac {m_{e}}{M}}\right)^{-1}.} Przykładowo dla atomu wodoru wynosi: {\displaystyle R=1{,}09677\cdot 10^{7}\,\mathrm {m} ^{-1}.}